# Sericorema
Sericorema är ett släkte av amarantväxter. Sericorema ingår i familjen amarantväxter.
Kladogram enligt Catalogue of Life:
| Sericorema | \| \| Sericorema humbertiana \| \| \| \| \| \| Sericorema remotiflora \| \| \| \| \| \| Sericorema sericea \| \| \| \| |
|            | \| \| Sericorema humbertiana \| \| \| \| \| \| Sericorema remotiflora \| \| \| \| \| \| Sericorema sericea \| \| \| \| |
|            | Sericorema humbertiana                                                                                                 |
|            | |
|            | Sericorema remotiflora                                                                                                 |
|            | |
|            | Sericorema sericea |
|            | |